# بن ون بورن
بن ون بورن (به انگلیسی: Ben van Beurden) (زاده ۲۳ آوریل ۱۹۵۸) مدیر ارشد اجرایی هلندی است، که اکنون به‌عنوان مدیر عامل اجرایی شرکت رویال داچ شل فعالیت می‌کند. وی در سال ۱۹۸۳ به شل پیوست و در ۱ ژانویه ۲۰۱۴ جایگزین پیتر ووزر گردید.